# École technique des métiers de Lausanne
 (août 2023).
L'école technique, école des métiers de Lausanne (ETML) est une école située à Lausanne, dans le canton de Vaud, en Suisse. Elle est constituée de trois parties, la première consacrée à l'apprentissage à plein temps, la deuxième consacrée à l'enseignement de la maturité professionnelle et la troisième consacrée à des formations supérieures de techniciens et d'informaticiens.

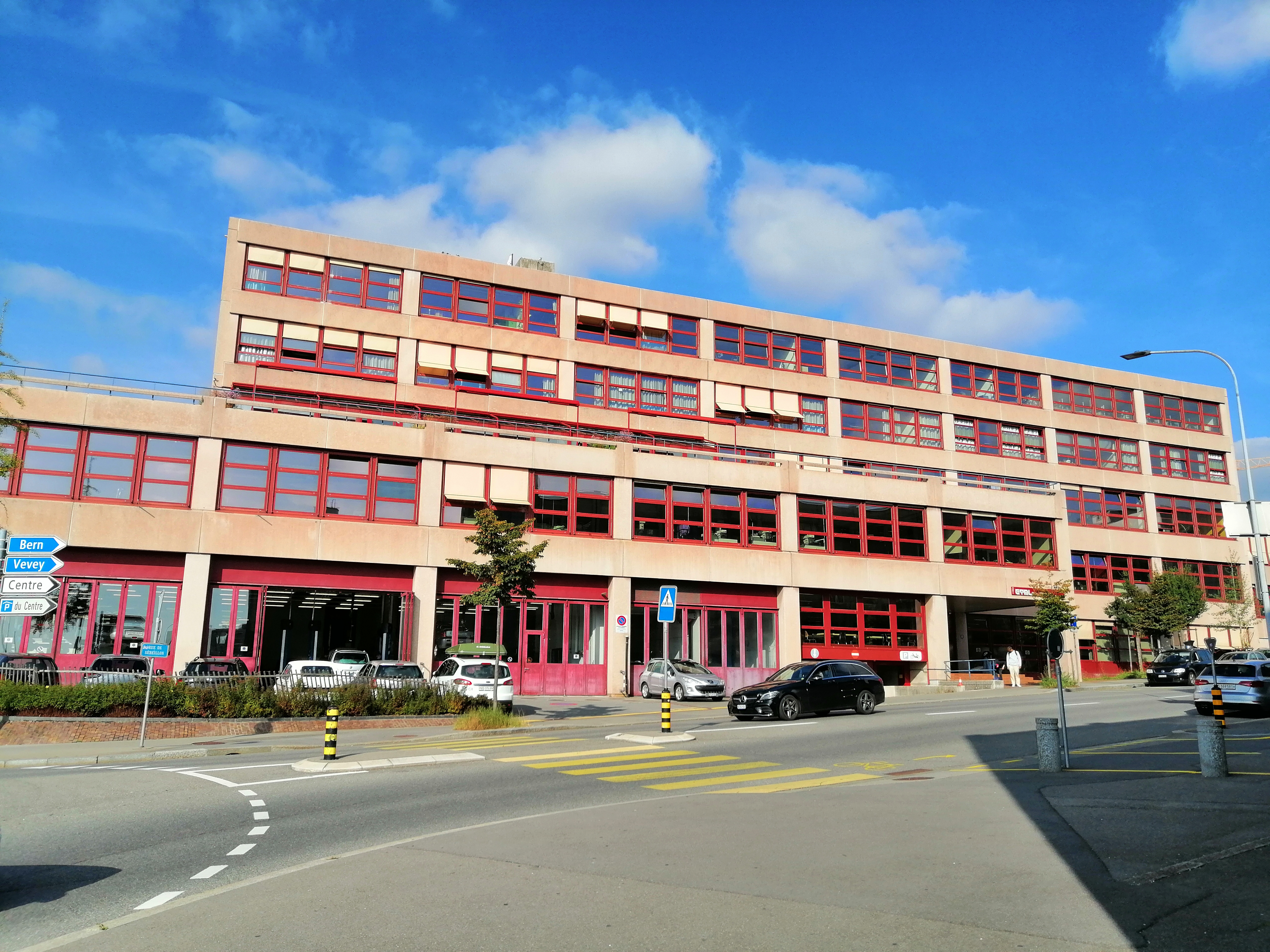
Vue de la façade sud de l'ETML, en 2021.

## Histoire
L'ETML fut créée en 1916, par la ville de Lausanne, sous le nom de l'école de mécanique de Lausanne. À ce moment-là, l'école accueillait 25 élèves en mécanique et mécanique-électricité,.
L'année suivante, fin 1916, le conseil communal décida de créer une section Bois. L'école devint alors l'École des métiers de la Ville de Lausanne (EML),.
En 1932, l'école créa une section mécanique-automobile, elle compte alors 150 élèves,.
En 1946, l'école ouvre une section radio(diffusion), alors que cette dernière est en plein essor, puis, en 1950, une section préapprentissage,.
En 1958, alors que la classe d'électronicien fut créé en 1957, elle deviendra la première classe du technicum vaudois, représenté par la suite par l'Haute École d'Ingénieurs de l'État de Vaud,.
En 1987, l'école est rattaché par une école technique, devenant l’École technique - École des métiers de la Ville de Lausanne (ETML). L'école accueille environ 400 élèves,.
En 1999, la section informatique fait son apparition, représentant près de 120 élèves en plus dans l'école,,.
En 2004, l'École Supérieure Vaudoise d'Informatique de Gestion (ESVIG) est rattaché à l'ETML,.
En 2016, l'ETML fête ses 100 ans à la rue de Genève à Lausanne.
De juin 2009 à octobre 2010 des travaux d'assainissements des installations techniques de l'ETML sont réalisés pour un coût total de 6,43 millions de francs suisses.
Depuis 2010, l'école se met dans une démarche responsable et durable. Dans ce cadre, l'école s'implique au côté de la Fédération romande des consommateurs et met en place un Repair Café qui permet aux apprentis de réparer des objets apportés par des particuliers.
En 2022, le quartier lausannois de Vennes accueille de nouvelles classes d'informaticiens dans des locaux construits en bois sous l'impulsion de l'État de Vaud,.

## Formations
L'ETML est un centre de formation publique qui offre des cours théories et pratiques dans plusieurs disciplines et sur plusieurs niveaux.

### Préapprentissage
Le préapprentissage est une préformation d'une année qui permet aux futurs apprentis de découvrir 5 métiers : l'automatique, la polymécanique, l'informatique, l'électronique et le bois (regroupant l'ébénisterie et la menuiserie). Il permet aussi de devenir autonome et de trouver une place d'apprentissage dans le métier qui leur plaît. Chaque semaine 1 jour de cours théoriques avec 4 branches différentes (mathématiques, dessin technique, français et anglais) permet au préapprenti de maintenir et d'améliorer ses acquis scolaire.

### Apprentissage

#### Automatique
L'apprentissage dure 4 ans, durant celui-ci, les automaticien(ne)(s) acquièrent les connaissances techniques de l'électrotechnique, la régulation, la mécanique, la robotique, la fluidique et l'électronique. Ils savent donc assembler et automatiser des chaînes de montage, programmer des commandes informatiques,, etc.

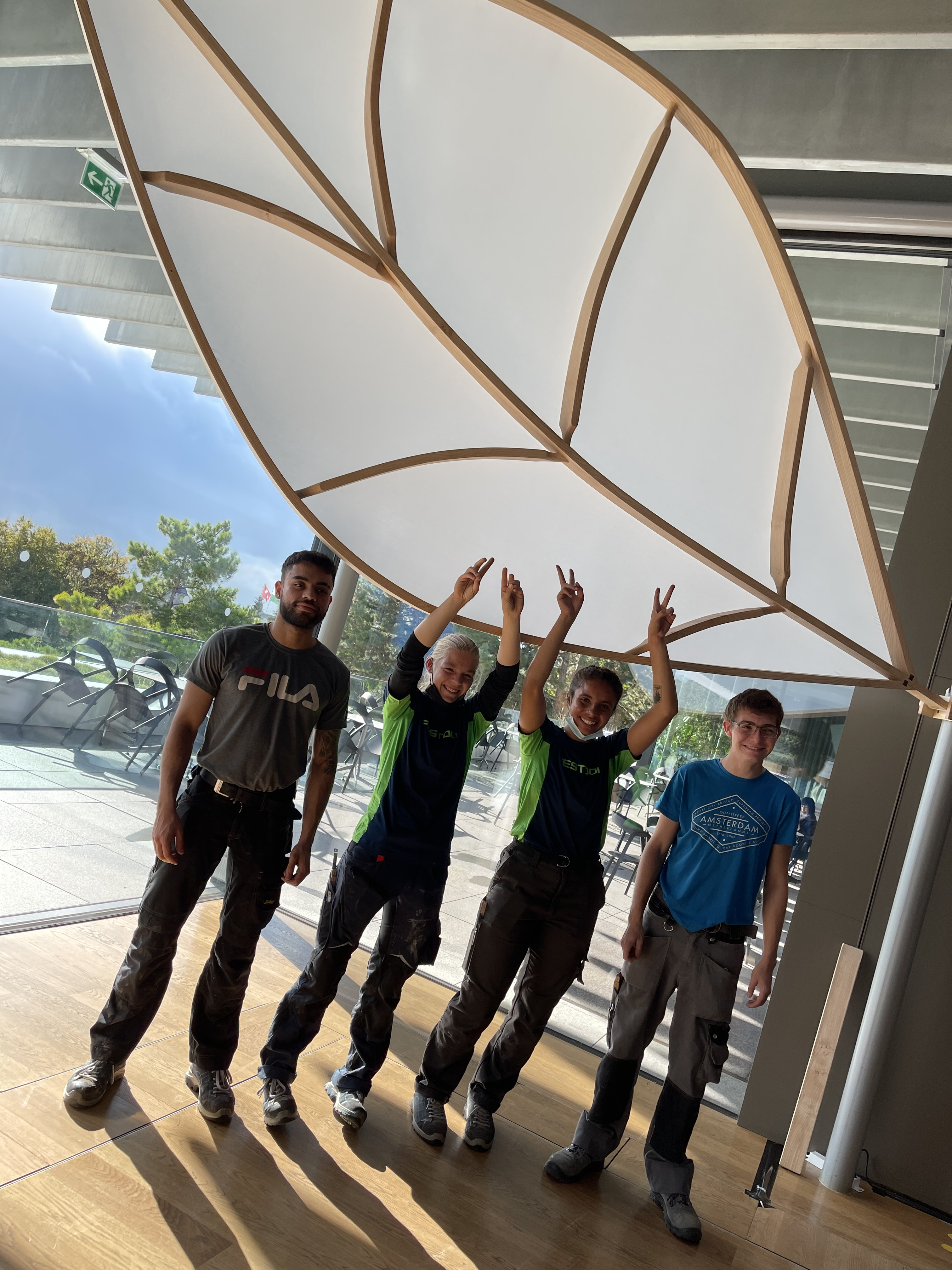
Œuvre réalisée par les apprentis de l'ETML dans le cadre des Rencontres romandes du bois 2021 au Musée olympique.

#### Ébénisterie
L'apprentissage dure 4 ans, durant celui-ci, les ébénistes acquièrent les connaissances nécessaires pour maîtriser les nouvelles technologies, utiliser et usiner les nouveaux matériaux, planifier, élaborer et exécuter des travaux et leurs plans et enfin conseiller les clients. Ils savent donc construire, restaurer et poser chez le client des meubles, des agencements, etc. en bois massif et en panneaux contre-plaqué, aggloméré ou stratifié,.

#### Électronique
L'apprentissage dure 4 ans, durant celui-ci, les électronicien(ne)(s) acquièrent les connaissances techniques de la programmation, de la simulation et des tests de circuits électroniques et de l'élaboration de documents techniques. Ils savent donc mettre en service et dépanner diverses installations. Ils interviennent dans l'industrie des machines, la télécommunication, la domotique, la sécurité, l'électronique médicale, l'énergie, les transports,, etc.

#### Informatique
L'apprentissage dure 4 ans, durant celui-ci, les informaticien(ne)(s) acquièrent les connaissances techniques de la planification, l'installation, la mise en service, la maintenance d'installations et d'applications informatiques, mais aussi des exigences ergonomiques d'un poste de travail informatisé. Ils savent donc s'occuper des équipements et des logiciels de postes individuels ou reliés en réseau, des systèmes de saisie, de transmission de données et des commandes de processus, mais aussi de proposer des solutions optimales des exigences ergonomiques d'un poste de travail permettant de lutter contre les atteintes à la santé,.

#### Mécatronique d'automobile
L'apprentissage dure 4 ans, durant celui-ci, les mécatronicien(ne)(s) acquièrent les connaissances techniques de la mécanique, l'électronique, l'informatique, l'hydraulique et la pneumatique. Ils savent donc étudier les méthodes de diagnostic, analyser la situation, la localiser, puis réparer les dysfonctionnements mécaniques et électriques en utilisant des appareils de test sophistiqués et résoudre les problèmes liés aux systèmes de transmission de données propres au véhicule,.

#### Menuiserie
L'apprentissage dure 4 ans, durant celui-ci, les menuisier(ère)(s) acquièrent les connaissances nécessaires pour maîtriser les nouvelles technologies, utiliser et usiner les nouveaux matériaux, planifier, élaborer et exécuter des travaux et leurs plans et enfin conseiller les clients. Ils savent donc construire, restaurer et poser chez le client des meubles, des agencements, des portes, des fenêtres, des cloisons, etc. en bois massif, en panneaux contre-plaqué, aggloméré ou stratifié et en matières synthétiques,.

#### Polymécanique
L'apprentissage dure 4 ans, durant celui-ci, les polymécanicien(ne)(s) acquièrent les connaissances techniques de l'informatique, l'électrotechnique et la pneumatique, plus précisément, ils touchent les domaines de la fabrication numérique, du montage, de la mise en service de machines, de l'industrie horlogère, de l'appareillage médico-chirurgical, de l'automobile, de l'agriculture et de l'aéronautique. Ils savent donc s'adapter, innover et maîtriser les nouvelles technologies, utiliser des machines-outils à commande numérique et la CFAO (conception et fabrication assistées par ordinateur),.

### Maturité
Une Maturité Professionnelle technique, architecture et sciences de la vie (MP-TASVi) peut être intégrée pour les élèves de toutes les sections, sous forme de post-CFC, pendant les 4 ans d'apprentissage ou entreprise après l'obtention du certificat fédéral de capacité, sous forme de post-emploi, pendant 2 ans avec un emploi à côté ou à plein temps, pendant 1 an, 5 jours sur 5.

## Directeurs
- 2001-2016 : Philippe Béguelin[22]
- 2016-2024 : Christophe Unger[22],[23],[24]
- 2024 : Alain Moser, ad intérim[25]
- Depuis 2025 : Cédric Roten[26],[27],[28]